# Camille Rousset

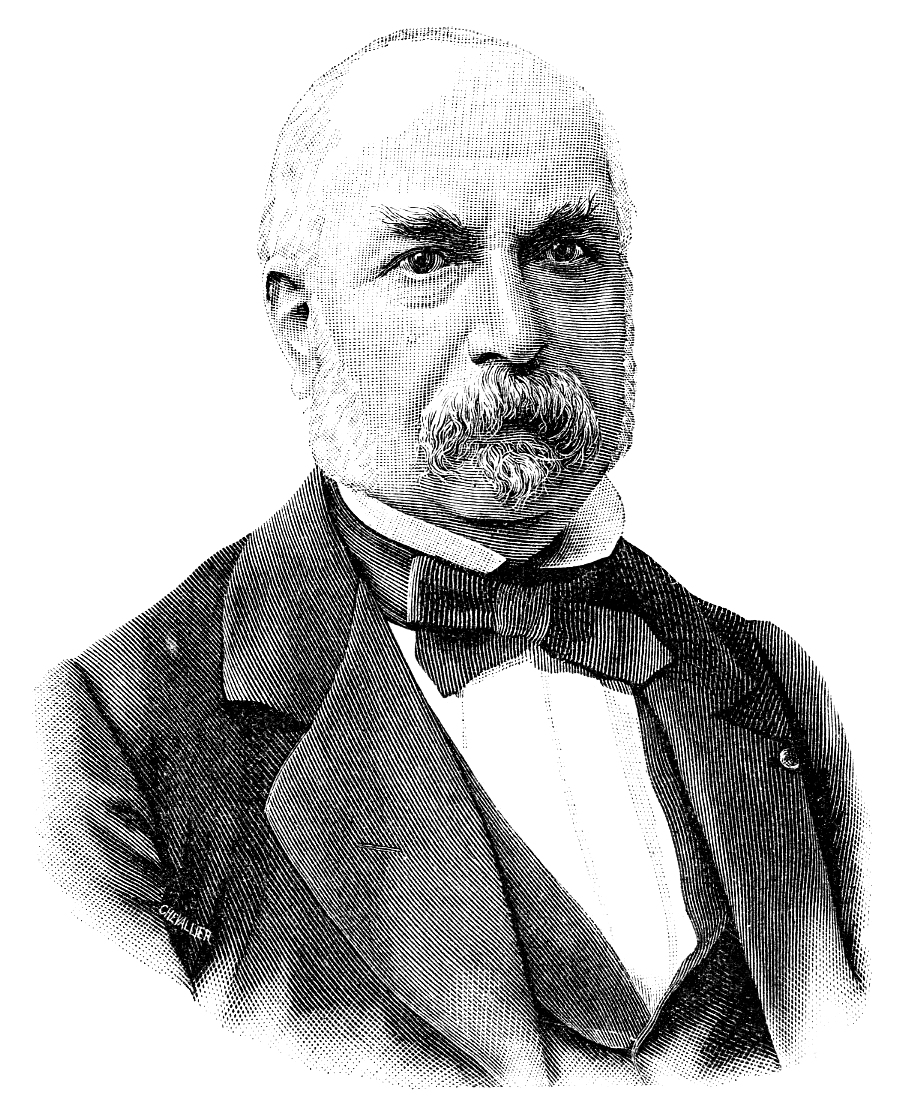
Camille Rousset

Camille Félix Michel Rousset (* 15. Februar 1821 in Paris; † 19. Oktober 1892 in Saint-Gobain) war ein französischer Historiker.

## Leben
Rousset wurde 1841 Lehrer am Collège St. Louis in Paris, 1843 Professor in Grenoble, 1845 am Lycée Bourbon (dann Lycée Bonaparte) in Paris und 1864 offizieller Geschichtsschreiber und Archivar des Kriegsministeriums. Er begleitete 1870 im Deutsch-Französischen Krieg als Historiograph das Hauptquartier der Rheinarmee und wurde 1871 Mitglied der Académie française. Da er Bonapartist war, wurde sein Amt im Kriegsministerium 1876 von der Deputiertenkammer abgeschafft.
Er schrieb mehrere bedeutende Werke über die französische Geschichte von der Zeit Ludwigs XIV. bis zur Eroberung Algeriens. Am bekanntesten ist seine Histoire de Louvois (1861–1863) über den Kriegsminister von Ludwig XIV. François Michel Le Tellier de Louvois, für die er dreimal hintereinander den Grand Prix Gobert der Académie erhielt.

## Hauptwerke
- Précis d’histoire de la Révolution et de l’Empire. Paris 1849.
- Histoire de Louvois et de son administration politique et militaire. 4 Bände. 1861–1863; 7. Auflage 1891.
- Correspondance de Louis XV et du maréchal de Noailles. 2 Bände. 1865.
- Le comte de Gisors 1732–1758. 1868; 4. Auflage: 1888.
- Les volontaires de 1791–1794. 1870; 5. Auflage: 1892; deutsch: Berlin 1874.
- La Grande Armée de 1813. Paris 1871; 2. Auflage 1892.
- Histoire de la guerre de Crimée. 2 Bände. 1877; 3. Auflage: 1894.
- La conquête d’Alger. 1879.
- Un ministre de la Restauration: le marquis de Clermont-Tonnerre. 1883.
- Les commencements d’une conquête: L’Algérie de 1830 à 1840. 2 Bände. 1887.
- La conquête de l’Algérie, 1841 à 1857. 2 Bände. 1889.
- Souvenirs du maréchal Macdonald, duc de Tarente. 1892.